# Lubiejewo
Lubiejewo – wieś sołecka w Polsce położona w województwie mazowieckim, w powiecie płockim, w gminie Bielsk.
Wieś duchowna Lubiewo położona była w drugiej połowie XVI wieku w powiecie bielskim województwa płockiego. W latach 1975–1998 miejscowość administracyjnie należała do województwa płockiego.